# جعفر التبريزي
جعفر بن علي التبريزي أو فريد الدين جعفر التبريزي المعروف أيضًا بقِبْلَة الكُتَّاب، كان أستاذًا مشهورًا في الخط العربي وشاعرًا وكاتبًا في القرن الخامس عشر. وقد اشتهر بكفاءته في النستعليق بالإضافة إلى الخطوط العربية الستة الأخرى. تلميذه البارز "أزهر التبريزي" وصف جعفر ذات مرة بأنه المؤسس الثاني للنستعليق مؤكداً أنه تفوق على أستاذه.

## سيرة شخصية
كان لجعفر التبريزي دور كبير في تطور "خط النستعليق" بعد أن قام مير علي التبريزي  - المعروف عمومًا بمخترع خط النستعليق - باعتماد الخط الذي ظهر حديثًا.